# Jean-Claude Mézières
Pour les articles homonymes, voir Mézières.
Jean-Claude Mézières, ou au début de sa carrière JC Mézi, né le 23 septembre 1938 à Paris et mort dans la même ville le 23 janvier 2022, est un dessinateur français de bande dessinée. Il est le créateur de la série de science-fiction Valérian et Laureline, avec un ami d'enfance, Pierre Christin (scénariste), et sa sœur, Évelyne Tranlé (coloriste).
Parallèlement à son métier d'auteur de bande dessinée, il est aussi illustrateur et travaille pour la communication d'entreprise et la publicité. il a exercé les activités de photographe et a collaboré à la conception de plusieurs films pour la télévision et le cinéma, entre autres pour le film de Luc Besson Le Cinquième Élément. Il fut, pendant un temps, enseignant à l'université Paris-VIII.
Guy Vidal, rédacteur en chef de Pilote, décrit Jean-Claude Mézières comme « un artisan passionné, qui pousse l'élégance jusqu'à être dénué du moindre sens de l'esbroufe […], c'est aussi un assez rare casse-pieds. Le fait d'être exigeant vis-à-vis de soi, vous autorise naturellement à l'être vis-à-vis des autres ».

## Biographie

### Découverte de la bande dessinée
Jean-Claude Mézières est né dans une famille qui avait le goût des arts : son père, expert automobile puis comptable dans un ministère, pratiquait l'aquarelle, sa mère, « femme au foyer », peignait sur soie, et son frère ainé dessinait pour son plaisir des bandes dessinées. Pendant la guerre, après être partis en exode dans la région de Bordeaux, ils habitent à Saint-Mandé, en région parisienne. Lors des alertes aériennes, la famille Mézières et la famille Christin, des voisins, se retrouvent dans l'abri d'une cave. C'est comme cela que Jean-Claude fait la connaissance de Pierre Christin, et Pierre d'Évelyne, la sœur cadette de Jean-Claude : les amis d'enfance s'étaient rencontrés.
Dans les années 1945-1946, c'est en lisant les illustrés de son frère, OK Magazine, qu'il découvre la bande dessinée, principalement Arys Buck d'Albert Uderzo ou Kaza le Martien de Kline. Vers l'âge de dix ans, il a une véritable « révélation » quand sa marraine lui offre sa première BD, un album de Tintin, Le Lotus bleu. Le petit Jean-Claude apprend à dessiner en finissant les bandes dessinées de son frère ou en s'inspirant de ses personnages. En 1950, à onze ans, Jean-Claude réalise un premier cinq pages, Mic et Max en Afrique.

### Débuts prometteurs
Les débuts officiels de Mézières comme dessinateur datent du Salon de l'enfance en décembre 1952. Le Figaro édite, pendant la durée du salon, un journal pour les jeunes fait par des jeunes et qui s'appelle évidemment le Journal des Jeunes. Jean-Claude Mézières en est le dessinateur-illustrateur. Philippe Labro, âgé de 15 ans ½, fait office de rédacteur en chef . C'est toujours en 1952 qu'il réalise Tintin en Californie, une histoire de 11 pages mises en couleurs, avec un Tintin au corps d'Arys Buck en personnage principal, faisant ainsi la synthèse de ses premières lectures de bandes dessinées. En 1953, inspiré cette fois par Roy Rogers, Lucky Luke et surtout Les Chapeaux noirs de Franquin, mais aussi par les films de cow-boys, il réalise une nouvelle histoire, La Grande Poursuite, de 16 pages en couleurs. Mais cette fois-ci, l'histoire ne va pas rester dans ses cartons, il confectionne un album qu'il envoie à « Monsieur Casterman », en fait Hergé, qui lui répond par lettre à l'entête des Studios Hergé « Vous avez quinze ans : c'est-à-dire tout le temps pour développer les dons que révèle, à mon avis, cette première expérience ».
À la rentrée scolaire de 1953, Mézières entre à l'École des arts appliqués pour apprendre un métier, celui de dessinateur pour tissus et papiers peints. En 1955, il réussit à faire accepter par le journal Cœurs vaillants trois planches : Bill le shérif, M. Babouin et Mic. Fort de ces premiers succès, il réalise sa vraie première histoire à suivre Les 13 marches, 16 planches en noir et blanc, qui paraissent dans Fripounet et Marisette du no 31 au no 42. Il publie ensuite sans discontinuer des illustrations et des planches sur ses propres scénarios ou sur ceux de Guy Hempay, en fait Jean-Marie Pélaprat. C'est avec ce dernier qu'il réalise une histoire d'anticipation, Expédition Noachis, où déjà les déplacements se faisaient à 3 000 kilomètres par seconde. Il dessine aussi deux planches pour le no 1078 du journal de Spirou, sur un scénario de Octave Joly, une histoire de l'oncle Paul, La première crèche.
Aux « Arts-A », Mézières rencontre Jean Giraud et Patrick Mallet. Il les entraine aux éditions Fleurus, où ils commencent aussi leur carrière de dessinateur de bande dessinée. C'est en leur compagnie qu'il rend visite à Jijé, à Champrosay (près de Draveil), et, accompagné de Mallet, il fait le voyage de Bruxelles pour rencontrer Franquin. En 1956, pendant que Giraud part retrouver sa mère au Mexique,, il renoue une amitié avec Christin qui fait maintenant des études littéraires à Paris. Ils ont deux passions communes, le cinéma et le jazz, qui les mènent à vouloir réaliser un film en 8 mm, La Vie d'un rêve ; dix minutes seulement sont réalisées. Au retour de Giraud du Mexique et des États-Unis, Giraud, Mézières et deux autres copains se lancent dans la réalisation d'un western en dessin animé. Giraud fait les décors et les personnages, mais le projet ne dépasse pas les quarante-cinq secondes. En 1958, l'appel sous les drapeaux, le service militaire en France et en Algérie, mettent fin à ce début de carrière.

### Maquettiste, illustrateur et dessinateur publicitaire
À la fin de son service militaire, en 1961, Mézières trouve par petites-annonces un travail de maquettiste aux studios Hachette. Il s'agit de franciser une Histoire des civilisations. Il faut refaire à la gouache les illustrations de cette histoire d'origine italienne. Le travail étant particulièrement bien payé, il recommande Jean Giraud qui se joint alors à l'équipe. Mais cette production au texte insipide ne trouve pas son lectorat et s'achève en 1963 avec le cinquième volume. En même temps que son travail chez Hachette, Giraud n'a jamais abandonné la bande dessinée, il encre les planches de Jijé pour la série Jerry Spring. C'est l'occasion d'un renvoi d'ascenseur, Giraud le recommande au fils de Jijé, Benoît Gillain, qui crée justement une agence de publicité. Mézières embauché, fait toute la partie artistique, rough (esquisses), maquettes, prises de vues, etc. et quelquefois avec l'aide de Jijé,. C'est alors qu'il collabore, avec Benoît Gillain, au numéro zéro de Total Journal, un journal publicitaire, pour la société TOTAL.
En 1964, Giraud repart nourrir son imaginaire « aux Amériques », et cette fois-ci Mézières va le rejoindre. C'est un ami belge de Gillain installé à Houston (Texas) qui lui permet d'obtenir, en 1965, un visa professionnel d'un an comme dessinateur industriel de charpente métallique. Mais arrivé aux États-Unis, Giraud est rentré en France, et Mézières prend alors la direction de l'ouest pour aller voir les vrais cow-boys loin des charpentes métalliques.

### Cow-boy dans l'Utah
Comme pour la première période de sa vie avec l'album Mézi avant Mézières, Mézières nous laisse plusieurs témoignages graphiques de cette période : peu après son retour, il réalise un article rédactionnel illustré de photos dans le Pilote no 380 du 2 février 1967, Far-west 67, l'aventure d'un cow-boy parisien ; en 1974, dans le no 4 de Pilote mensuel, une histoire en 8 planches, Mon Amérique à moi, nous explique l'attrait et la découverte des États-Unis par un enfant de banlieue qui confronte son rêve à la réalité ; en 1979, pour sa seule participation au Journal Tintin, sur le modèle des Belles Histoires de l'oncle Paul, il dessine 3 planches, Les Vieilles Histoires de tonton J.-C., petit guide pratique à l'usage des apprentis cow-boys…, Mézières nous présente la réalité du dur métier de cow-boy à des lieues de la mythologie hollywoodienne. En 1999, c'est une double page dans Géo intitulée Quand un petit Français part jouer au cow-boy. Enfin un album souvenirs/témoignage Adieu, rêve américain à quatre mains dans la série Les Correspondances de Pierre Christin. Tous ces témoignages sont soit dessinés soit illustrés et accompagnés de photographies car en même temps qu'il découvre l'Ouest américain, il prend un goût certain pour la photographie. Par la suite, il comblera les temps libres entre deux histoires de Valérian et Laureline en retournant aux États-Unis pour faire des reportages photos.
Pendant l'hiver 1965/66, il retrouve son ami d'enfance Pierre Christin, qui enseigne à l'université de Salt Lake City (Utah). Il y rencontrera sa future femme, Linda, étudiante de Christin. Il profite de ce temps de repos pour faire des illustrations dans un magazine pour jeunes mormons, Children's Friend. Sur un scénario de Pierre Christin, il réalise un film en 16 mm, Ghetto, produit par S. Holbrook pour la National Association for the Advancement of Colored People qui dénonce la ségrégation des Saints-des-derniers-jours envers la communauté noire de Salt Lake City. Ce film et l'action qui l'entoure oblige la chaîne de télévision locale, KUTV, à aborder un sujet jusqu'alors soigneusement ignoré.
Le visa professionnel de Mézières touche à sa fin en 1966, il va falloir penser au billet de retour, c'est alors que Christin lui propose de réaliser une bande dessinée. Et Mézières de dessiner sous le nom de Mézi, neuf ans plus tard, une nouvelle histoire de 6 planches en noir et blanc dans le style très américain du journal Mad, Le Rhum du Punch sur un scénario de Linus, alias Pierre Christin. Une histoire débridée de trafic de rhum entre les colonies américaines et les Antilles où intervient, à la fin, Sean Connery sous les traits de James Bond. Sitôt réalisée, sitôt envoyée à Jean Giraud qui travaille alors chez Pilote sur la série Blueberry avec mission de caser la bande où il pouvait. Mézières laisse le soin de dessiner les dernières cases à Giraud, qui fait intervenir le lieutenant Mike S. Blueberry à la tête de la cavalerie américaine. Il propose le travail achevé à René Goscinny qui le publie dans le Pilote no 335  du 24 mars 1966. Devant le bon accueil, Linus et Mézi produisent une deuxième histoire de 6 planches, en noir et blanc tramé, Comment réussir en affaire en se donnant un mal fou, du xe degré qui nous conte l'histoire de Jonathan Stocker/Frankenstein et du comte Drakustein/Superman. L'histoire, envoyée par le même canal, est publiée dans le no 351 de Pilote du 14 juillet 1966.

### Dessinateur àPilote
De retour en France avec un billet d'avion payé par le produit de ces deux premières histoires dans Pilote, Mézières se présente à Goscinny, alors rédacteur en chef. L'accueil est bon et Mézières se voit offrir une place de dessinateur à Pilote qui se traduit immédiatement par une troisième histoire Linus/Mézi toujours dans le même style, Le chemin de l'enfer est pavé de bonnes intentions. encore une histoire en 6 planches, en noir et blanc tramé, paraissant dans le no 371 du 1er décembre 1966.
S'enchaînent ensuite toutes sortes de travaux pour le journal, comme le signale Mézières « nous étions payés pour apprendre ». La première collaboration de Mézières avec un autre scénariste que Christin, est une histoire en 3 planches scénarisée par Fred, La vengeance du pharaon, parue dans le no 388 du 30 mars 1967. Le travail suivant est une histoire à suivre. Toujours sur un scénario de Fred très dessiné, ce qui gêne beaucoup Mézières qui a déjà besoin d'une liberté de composition du récit narratif, il dessine L'extraordinaire et troublante aventure de M. Auguste Faust. Cette histoire de 28 planches bi-color parait du no 390 du 13 avril au no 403 du 13 juillet 1967.
La carrière de dessinateur de bande dessinée est cette fois-ci assez bien entamée pour ne plus s'arrêter.
Parallèlement à son activité de dessinateur, Mézières reprend Total journal dont il avait fait avec Gillain le numéro zéro. Comme rédacteur en chef, il y fait travailler tous ses amis de Pilote, à commencer par Pierre Christin qui a repris en France son métier de professeur.

### Valérian et Laureline
Dans le même temps où René Goscinny, rédacteur en chef, recherche du sang neuf pour Pilote, Greg, rédacteur en chef de Tintin mais aussi collaborateur à Pilote, scénarise et fait paraître, dessiné par Eddy Paape, Luc Orient en janvier 1967.
Jean-Claude Mézières et Pierre Christin cherchent justement de leur côté le sujet d’une histoire à suivre dite aujourd’hui "série". Mézières était attiré, à la suite de son séjour aux États-Unis comme cowboy, par le genre western. Mais celui-ci est déjà brillamment représenté, dans Pilote par Jean Giraud avec Blueberry, mais aussi dans Spirou par Morris avec Lucky Luke, et par Jijé avec Jerry Spring, et dans Tintin par Tibet avec Chick Bill. Après avoir pensé à un sujet moyenâgeux, puis XIXe siècle style Arsène Lupin ou « un peu fantastique genre Sherlock Holmes », ce sera donc une série de science-fiction, genre littéraire apprécié par Christin et Mézières tous deux lecteurs de revues comme Fiction ou Galaxy Science Fiction,.
Christin était lecteur assidu de John Wyndham, A. E. van Vogt, Isaac Asimov, Poul Anderson, Jack Vance, Dan Simmons, Ray Bradbury, René Barjavel ou Theodore Sturgeon. Dans science-fiction, Christin préfère le mot fiction à celui de science, il déclare ne pas aimer la science-fiction scientifique en provenance de l'Est, préférerant la notion de « logique-fiction ». Mézières était un lecteur moins assidu de science-fiction mais il a lu tous les grands auteurs classiques du genre comme Isaac Asimov, A. E. van Vogt, Philip K. Dick ou Jack Vance.
À l'époque de la première publication de Valérian et Laureline, les séries de science-fiction sont encore peu nombreuses et réalisées par de rares précurseurs d'avant-guerre :
- les Américains Dick Calkins et Phil Nowlan avec Buck Rogers (1929)[33], Clarence Gray et William Ritt avec Brick Bradford / Luc Bradefer (1933)[34] et Alex Raymond avec Flash Gordon / Guy l'Eclair (1934)[35] ;
- et les Français René Pellos et Martial Cendres avec Futuropolis (1937)[36].

Viennent ensuite à partir de 1945 en France :
- Raymond Poïvet et Roger Lécureux avec les Pionniers de l'Espérance (1945)[37] ; Roger Chevalier, sous le nom de Kline, avec Kaza le Martien[N 8] (1946)[38] ; Jean-Claude Forest avec Barbarella[N 9] (1962)[39] et Les Naufragés du temps[N 10] (1964)[40], dessiné par Paul Gillon ; Philippe Druillet avec Lone Sloane (1966)[41].

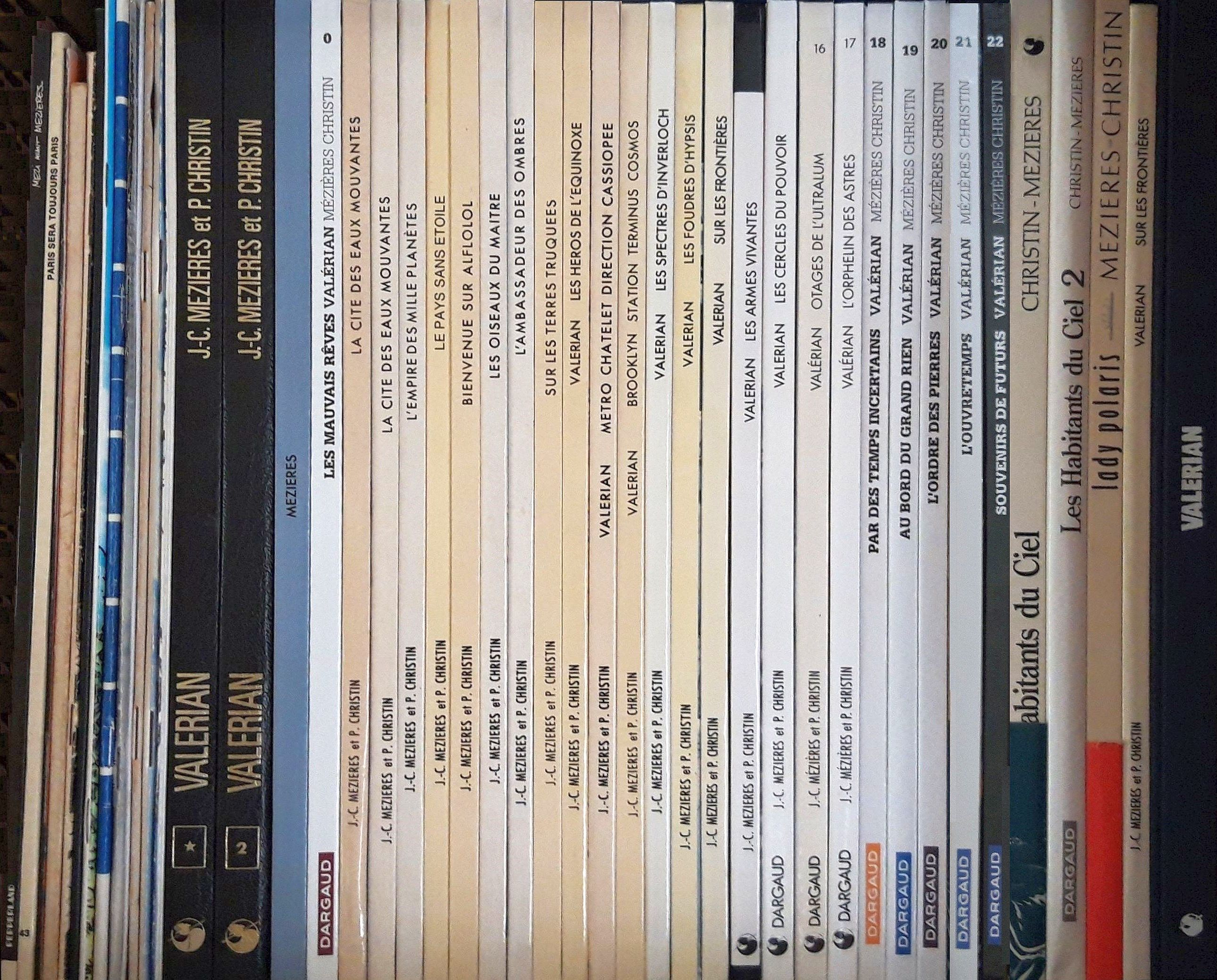
Série Valérian et Laureline, par Mézières et Christin.

« La science-fiction n'était pas le domaine favori [de Goscinny], mais il avait un désir d'innover, de proposer dans son journal des travaux originaux. Il a vu […] ce que Valérian pourrait apporter »,. Pour s’acclimater au genre et avec un nouveau style de dessin, les premières aventures, signées J.C. Mézi pour Jean-Claude Mézières et Linus pour Pierre Christin, se déroulent au XIe siècle (Valérian contre les mauvais rêves) et au XXe siècle (La Cité des eaux mouvantes et Terres en flammes), imposant ainsi d’office le thème du voyage dans le temps. C’est à partir de la quatrième aventure L'Empire des mille planètes que la série devient pleinement une série de science-fiction avec le thème du voyage dans l'espace. Christin et Mézières conforment les aventures de Valérian et Laureline à leurs inclinations politiques plutôt situées à gauche,, mais ils souhaitent que les histoires soient non directement ou ouvertement politiques comme il pouvait y en avoir dans Charlie Hebdo. Christin et Mézières ne considèrent pas Galaxity comme une cité idéale puisque c'est la capitale d'un empire où les sentiments pas tout blancs qui font agir les hommes, « plutôt l'homme blanc américain » dans le monde réel, envers les extraterrestres, « plutôt des Bantous », qui eux ne sont pas tout noirs.
Concernant la création de Valérian, Jean-Claude Mézières choisit de s'inspirer de la tête de Hugues Aufray, un chanteur très populaire à l'époque. En créant la série Valérian et Laureline qui est « à la fois un classique du 9e art et un chef-d'œuvre de la science-fiction », vendue à plus de 2 500 000 exemplaires, Mézières ajoute une dimension particulière au genre codifié du space opera ouvrant ainsi la porte à toutes les séries actuelles de science-fiction, d'anticipation et d’heroic fantasy, comme l'indique Stan Barets en introduction de l’Intégrale no 1, la série Valérian et Laureline « c'est l'archétype originel d'où tout procède ». Jean-Claude Mézières est l'un des premiers auteurs à avoir sa dalle, un shingouz, sur le parvis hall of fame de la CNBDI - cité internationale de la bande dessinée et de l'image - d'Angoulême

## Style graphique

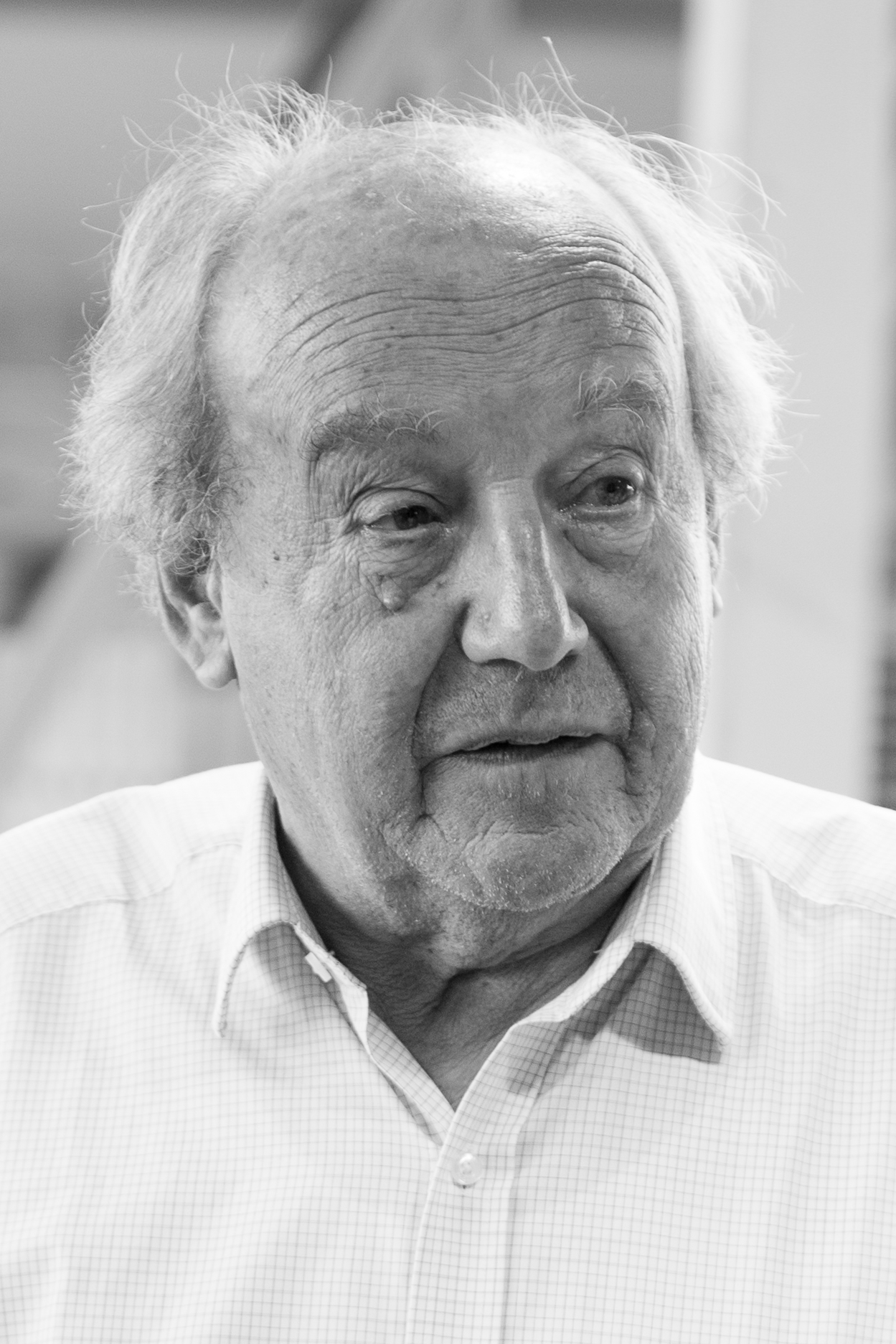
Jean-Claude Mézières en 2017.

Les premières aventures dessinées par Jean-Claude Mézières étaient dans le style de Mad, sa seule référence à la bande dessinée américaine déclare-t-il,, mâtinées de Franquin, avec des influences de Jijé,, Morris et Jean Giraud,. À l'origine Mézières « faisait de la ligne claire » actuellement son graphisme « a toujours ce vieux fond, mais en le maîtrisant mieux, le côté comique n'est plus un poids mais un avantage ». « La conception de chaque planche est toujours très claire, la construction est simple ce qui donne un résultat d'une grande lisibilité sans sophistication inutile ». Mézières indique, « je fais toujours des crobards pour quatre ou cinq pages, c'est griffonné sur des petites feuilles, mais c'est primordial, je me fais une mini mise en page en partant du scénario de Christin, pour trouver le rythme qui convient le mieux. Je respecte l'histoire et les dialogues mais pas tout le découpage que mon scénariste me donne […]. Je me fais donc ma mise en page préparatoire de manière à ce que ça coule, qu'il y ait les grandes images nécessaires, les points forts, que ce soit lisible facilement. Quand je cherche un dessin, c'est moins pour son graphisme que pour sa limpidité à la lecture ». En fait Mézières aime accompagner son lecteur tout au long d'une histoire avec un dessin traduisant une lecture la plus linéaire possible avec une mise en page structurée par les exigences du scénario. À partir des crayonnés longtemps travaillés, il réalise ses planches en noir et blanc en utilisant la plume et le pinceau, « aujourd'hui une planche de Valérian me prend une semaine » déclare Mézières et « plus je noircis mes planches plus mon dessin est réaliste ». Il lui arrive de redessiner complètement une case en découpant celle-ci dans la feuille et en recollant une « rustine » mais jamais il n'utilise la table lumineuse car, selon lui, reproduire un dessin de cette façon c'est avoir la certitude de le déformer et de perdre la spontanéité (même si elle est très travaillée) de son trait. Il n'a pas « un dessin fulgurant […] par contre, il est toujours cadré dans le sens du récit ».
Et Pierre Christin de préciser sur le mode humoristique « on peut soutenir que son style se situe plutôt à l'arrière-garde de cette avant-garde qui a révolutionné la bande dessinée dans les années 1960-1970 : des innovations nombreuses, certes, mais dans le strict respect de la tradition […] on peut même avancer que ce dessin appartient au domaine de l'évidence incontournable : cadrage précis, refus du détail inutile, dépouillement ornemental volontaire, tout concourt à en faire l'archétype du dessin simple, trop simple peut être au goût de ceux qu'éblouissent toujours les maniérismes passagers. Et pourtant… Que de virtuosité technique dans ce graphisme épuré à mille lieues de toute naïveté ».

## Autres activités

### Photographe
Sa femme étant américaine, Jean-Claude Mézières retourne régulièrement en famille aux États-Unis. Passionné de photographie, il a hésité un moment entre la photographie et la bande dessinée, il profite de ses voyages pour réaliser des reportages sur l'american way of life (le mode de vie américain) qu'il place, à son retour, auprès d'agences photographiques.

### Enseignant

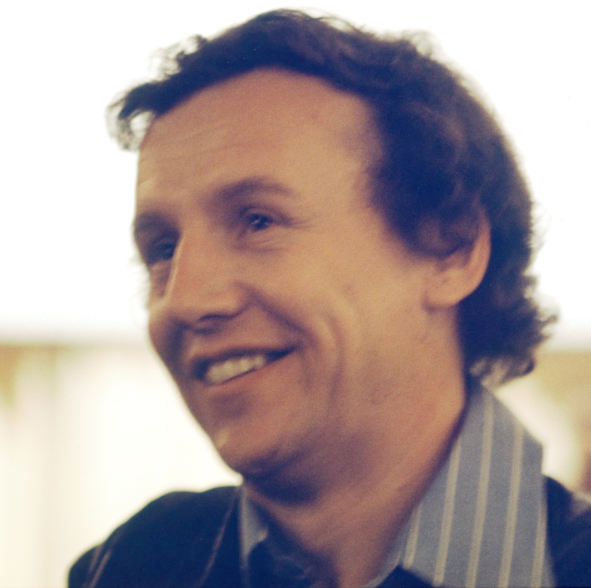
Jean-Claude Mézières en 1973.

Au début des années 1970, sous l'impulsion de Claude Moliterni, il donne des cours sur la bande dessinée à l'Université de Vincennes-Paris VIII. Il a comme étudiants André Juillard, Régis Loisel ou encore Serge Le Tendre.

## Cinéma et filmographie
Avec sa vision graphique et son style de narration graphique, il est naturel que Jean-Claude Mézières s'intéresse au cinéma. Plusieurs fois le cinéma a fait appel à son imagination.

### Out of Time
En 1984, le metteur en scène Jeremy Kagan souhaite adapter le roman de René Barjavel, La nuit des temps. Il rencontre à Paris Mézières pour lui demander qu'il lui fasse des esquisses de décors. Mézières travaille avec Kagan et produit un certain nombre d'esquisses. Malheureusement faute de crédits le projet s'arrête et il ne reste plus du film que les projets de décors imaginés par Mézières.

### Un Dieu rebelle
C'est en octobre 1985 que le réalisateur allemand Peter Fleischmann contacte Mézières pour une grande production de science-fiction germano-franco-soviétique alors qu'il travaille sur Lady Polaris. Il s'agit d'adapter à l'écran le roman des frères Strougatski, Il est difficile d'être un Dieu.
Il rejoint Fleischmann à Moscou pour visiter les repérages réalisés par l'équipe russe en Ouzbékistan dans le sud de la mer d'Aral. Malheureusement les Russes n'avaient réalisé que des photos en plan serré et les murailles de la ville de Khiva sont inexploitables comme décors naturels du fait de la présence d'éléments insolites.
De retour d'Ouzbékistan, Mézières travaille trois mois à Munich sur les esquisses de décors et de costumes à partir d'un script réalisé par Jean-Claude Carrière. De grosses difficultés de budget bloquent le montage financier et tout s'arrête en avril 1986. Les décors prévus aux studios Dovjenko à Kiev sont repoussés au moment où la centrale nucléaire de Tchernobyl, à une centaine de kilomètres de là, explose ; Mézières va pouvoir reprendre son travail à Paris sur Lady Polaris.
Une fois le montage financier assuré, le tournage commence en 1989 aux studios de Yalta sur le bord de la mer Noire. L'équipe soviétique qui réalise les décors et les costumes s'inspire d'assez loin du travail de Mézières, reconnaissable dans le résultat final. Le film sort en pleine perestroïka et ce qui devait être un évènement cinématographique germano-franco-soviétique passe inaperçu.

### Le Cinquième Élément
Le travail de Mézières sur le film Le Cinquième Élément de Luc Besson représente un magistral clin d’œil à la bande dessinée Valérian et Laureline et la bande dessinée va influer de façon significative sur le film.
C’est à Noël 1991 que Luc Besson demande à Jean Giraud/Moebius et à Jean-Claude Mézières de travailler avec son chef décorateur Dan Weil aux décors du film qu’il a en projet : Zaltman Bléros. Pendant toute l’année 92, Mézières met de côté l’histoire sur laquelle il avait commencé à travailler, Les Cercles du pouvoir, pour se consacrer au projet. Il introduit dans les croquis de décors qu'il réalise des éléments qu'il emprunte aux Cercles du pouvoir. Pour une scène qui doit se passer à la bibliothèque publique, les personnages se déplacent en métro aérien, et Mézières agrémente la scène de ses taxis volants et des « limouzingues » des Cercles du pouvoir.
Le projet de Besson connaît un coup d'arrêt début 1993. Mézières reprend donc le dessin des Cercles du pouvoir et lors de la sortie de l'album en 1994, il dédicace un album et un dessin de ses taxis à Besson. Après le succès de Léon, Besson reprend son projet et réalise ce qui s'appelle désormais Le Cinquième Élément en utilisant dans une large mesure les dessins de Mézières pour ses décors. Mais surtout il va modifier son scénario en s'inspirant fortement de l'album ; le héros n'est plus Zaltman Bléros mais Korben Dallas, il n'est plus travailleur dans une usine d'assemblage de fusées mais chauffeur de taxi comme l'un des personnages des Cercles du pouvoir S'tracks plus pourri que tous les taxis du Bronx et surtout les taxis volants et les « limouzingues » tiennent maintenant un rôle principal dans le film.
Il est toujours difficile de savoir, dans la bande dessinée, qui influence qui. Mézières et Giraud ont travaillé ensemble sur le Cinquième Élément et il est intéressant, à ce sujet, de rapprocher une aventure de Giraud/Moebius sur un scénario de Dan O'Bannon qui date de 1976, The Long Tomorrow, avec sa ville organisée en niveaux et parcourue par des voitures volantes, de l'atmosphère des Cercles du pouvoir, du Cinquième Élément, ou encore de Blade Runner de Ridley Scott.
Lors de ses visites aux studios de Pinewood en 1996, Jean-Claude Mézières déclare ressentir une « émotion rare pour un artiste graphique, que de voir son travail à la fois scrupuleusement respecté et magnifié par la magie toujours intacte du cinéma à grand spectacle ».

### L’Histoire de la page 52
Fin 2012, le réalisateur Avril Tembouret contacte Jean-Claude Mézières pour lui proposer d'être le sujet d'un documentaire qui s'attacherait à retranscrire son cheminement artistique durant la réalisation d'une planche entière de Valérian et Laureline. Au départ, le réalisateur pensait, comme tout le monde à l'époque, que la série était achevée : le dernier tome, L'Ouvretemps, était sorti en 2010, annonçant officiellement la fin des aventures de Valérian. Puis en rencontrant Mézières dans son atelier, le réalisateur découvrit que celui-ci travaillait en secret à un prochain album, dont il avait déjà réalisé de nombreuses planches. L'idée de L'Histoire de la page 52 partit de cette rencontre.
L'Histoire de la page 52 est un film documentaire réalisé par Avril Tembouret en 2013, avec Jean-Claude Mézières et Pierre Christin. Il retrace l’intégralité de création d’une planche de Valérian et Laureline (la page 52 de l’album Souvenirs de Futurs), du scénario de Pierre Christin jusqu’aux retouches finales de Jean-Claude Mézières sur la planche achevée. On y voit Jean-Claude Mézières au travail dans l’intimité de son atelier parisien. Case après case, durant plusieurs jours, il questionne son métier et livre en filigrane une leçon de bande dessinée « en temps réel ».
Le film a été présenté en avant-première à la rétrospective « Les grands espaces de JC Mézières » en septembre 2013, puis en première au 41e Festival International de la Bande dessinée d'Angoulême.
Une suite est sortie en 2016, consacrée à la mise en couleurs de la page 52 et intitulée Les Couleurs de la page 52, avec Jean-Claude Mézières et la coloriste de Valérian et Laureline, Evelyne Tranlé.

### Valérian, histoire d'une création
Valérian, histoire d'une création est un film documentaire réalisé par Avril Tembouret, sorti en 2017 sur OCS.
Le film retrace l'épopée de la série Valérian depuis sa création dans le journal Pilote dans les années 1960, et met à jour comment l'œuvre de Jean-Claude Mézières et Pierre Christin a bouleversé la science-fiction en bande dessinée.
Le film est tourné alors que Luc Besson prépare le long-métrage Valérian et la Cité des mille planètes. On y voit d'ailleurs Jean-Claude Mézières et Pierre Christin en visite sur le plateau et dans les ateliers de création à la Cité du cinéma. On voit également Jean-Claude Mézières au travail sur les dernières pages de l'ultime album de Valérian, L'avenir est avancé, paru en 2019.

## Séries de télévision
Jean-Claude Mézières, dont le style donne la prépondérance à la narration graphique, recherchant toujours la mise en page la plus efficace, ne pouvait qu'être attiré par le média télévisuel.

### Valérian et Laureline
Mézières et Pierre Christin ont fait plusieurs recherches et tentatives pour transposer pour ce média la série Valérian et Laureline, mais finalement, ils ont cédé les droits pour une série télévisuelle d'animes japonais au dessin dans le style mangas :
- 1976, Jean-Claude Mézières fait ses premiers essais de dessin animé en Suisse et au Centre Pompidou mais sans suite ;
- 1982, deuxième essai avec l’aide de la société Dargaud. Jean-Claude Mézières fait des dessins en couleurs directes pour réaliser une animation au banc-titres. Quelques minutes réalisées en six mois de travail mais il en reste Les Astéroïdes de Shimballil[70] ;
- 1992, Jean-Claude Mézières et Pierre Christin réalisent un pilote sans suite[71].

### Billet doux
En 1984, Mézières est approché pour réaliser la couverture d'un album de bande dessinée et la publicité sur les lieux de vente pour un feuilleton de télévision Billet doux.
Un personnage du feuilleton, Canaveral, est un dessinateur de bande dessinée. Une des premières scènes représente le lancement d'un album de cet auteur, Kopula, fille du diable. Mézières réalise donc la couverture du faux album de bande dessinée et le personnage de Kopula grandeur nature pour la publicité. Comme le lancement de l'album est suivi d'une séance de dédicaces, Mézières prépare aussi des dédicaces que l'acteur n'a qu'à repasser pour les dessiner,

## Expositions
La notoriété de Jean-Claude Mézières lui permet de se présenter d'une autre façon au public en réalisant des expositions axées sur Valérian et Laureline ou sur la science-fiction, et à des musées ou des organismes de réaliser des rétrospectives (liste non exhaustive) :

## Manifestations artistiques
Jean-Claude Mézières a réalisé des scénarisations dans le cadre de manifestations artistiques :
- en 1985, la ville d'Angoulême demande, en plus de l'affiche du salon, à Jean-Claude Mézières, qui a été Grand Prix de la Ville l'année précédente, un décor pour la ville. Il s'agira d'un mur peint représentant un atterrissage raté de l'astronef de Valérian et Laureline dans le pignon d'une maison. Ce mur peint sera réalisé par les établissements Dauphin[77] ;
- en 2004, la ville de Lille a été élue capitale européenne de la culture pour l’année 2004. La municipalité de la ville confie à Jean-Claude Mézières une mise en décor. Celui-ci propose de transformer une rue du centre-ville en astroport. La rue Faidherbe est choisie pour devenir Le Chemin des étoiles, constitué de quatorze piliers formés de cinq éléments courbes qui forment au-dessus de la rue sept arches de 10 mètres de haut. L’inauguration du premier astroport français a lieu le 6 décembre 2003[78].
Jean-Claude Mézières reprendra son idée pour dessiner le Port-du-Gouffre au bord du Grand Rien.

## Récompenses
Jean-Claude Mézières et la série Valérian et Laureline ont été plusieurs fois distingués ou récompensés dans des salons ou des manifestations françaises et étrangères :
- 1970 : Prix Phénix, catégorie science-fiction pour Valérian Agent spatio-temporel ;
- 1970 : Grand Prix « spécial » du dessin de presse ;
- 1972 : Grand Prix du syndicat des dessinateurs de presse pour Valérian Agent spatio-temporel ;
- 1984 : Grand prix de la ville d'Angoulême, pour l'ensemble de son œuvre[79] ;
- 1987 : European Science Fiction Society, Special Award pour Valérian Agent spatio-temporel ;
- 1997 : 24e Salon International de la Bande Dessinée du Festival d'Angoulême, prix Tournesol pour Otages de l'Ultralum ;
- 2006 :  Prix Inkpot, pour l'ensemble de sa carrière ;
- 2007 : Lauriers d'Hadrien d'or à Pierre Christin, Jean-Claude Mézières et Évelyne Tranlé, Salon de la bande dessinée de Vaison-la-Romaine ;
- 2011 :  Prix Haxtur de l'« auteur que nous aimons », pour l'ensemble de sa carrière ;
- 2013 : Eléphant d'or pour l'ensemble de son œuvre au 37e festival international de la bande dessinée de Chambéry ;
- 2014 :  Prix Adamson du meilleur auteur international (avec Pierre Christin) pour l'ensemble de son œuvre ;
- 2018 : 
  -  Grand Prix Saint-Michel, pour l'ensemble de son œuvre[80] ;
  -  Prix Max et Moritz spécial pour une œuvre remarquable.

Cette liste n’est pas exhaustive.

### Nominations
- 1992 : Alph'Art jeunesse, mention spéciale du jury pour Les Habitants du ciel (avec Pierre Christin)
- 1995 :  Prix Haxtur de la meilleure histoire courte pour Les Cercles du pouvoir (avec Pierre Christin)
- 2005 :  Prix Harvey de l'excellence dans la présentation pour Valerian, New Future Trilogy (avec Pierre Christin)

## Œuvre

### Œuvres publiées

#### Histoires complètes
- 1955, Expédition Noachis, scénario Guy Hempay, 1 planche dans Fripounet et Marisette no 53
- 1956, En plongée, 1 planche dans Fripounet et Marisette no 24
- 1957 :
  - Le perroquet et le chef de gare, 1 planche dans Fripounet et Marisette no 17
  - Sous le signe de dame Carcasse, 1 planche dans Fripounet et Marisette no 27
  - La piste, 1 planche dans Fripounet et Marisette no 129
- 1958, La première crèche, scénario Octave Joly, 2 planches dans « Les belles histoire de l'oncle Paul », Spirou  no 1078
- 1959, Rodéo, 2 planches dans Fripounet et Marisette du no 16
- 1966 :
  - Le rhum du Punch, (3 cases de Jean Giraud) scénario Linus, 6 planches noir et blanc dans Pilote no 335
  - Comment réussir en affaires en se donnant un mal fou, scénario Linus, 6 planches noir et blanc dans Pilote no 351
  - Le chemin de l'enfer est pavé de bonnes intentions, scénario Linus, 6 planches noir et blanc dans Pilote no 371
- 1967 :
  - La vengeance du pharaon, scénario Fred, 3 planches noir et blanc dans Pilote no 388
  - Oh non ! Pas eux, 2 planches noir et blanc dans Pilote no 399
  - La méprise, 3 planches noir et blanc dans Pilote no 400
  - Un jeu pour passer le temps (quand il pleut), scénario Fred, 2 planches noir et blanc dans Pilote no 388
  - Les plages, scénario Reiser, 4 planches noir et blanc dans Pilote no 404
  - Une leçon de natation, scénario Jacques Lob, 1 planche noir et blanc dans Pilote no 407
  - Comment transporter un château aux USA, 2 planches noir et blanc dans Pilote no 409
  - Quand l'avais ton âge, scénario René Goscinny, 2 planches noir et blanc dans Pilote no 415
  - Les incorrigibles, 2 planches noir et blanc dans Pilote no 426
  - Star à Hollywood, scénario Linus, 6 planches pour Total journal no 11
- 1968 :
  - La télévision pop scolaire, 2 planches noir et blanc dans Pilote no 442
  - La paix en campant, 3 planches noir et blanc dans Pilote no 459
  - La première bande dessinée de Hal l'ordinateur, 1 planche noir et blanc dans Pilote no 468
  - Nos objets d'art au musée de l'an 6000, scénario Gébé, 1 planche noir et blanc dans Pilote no 474
- 1969 :
  - Walt Arroyo, 6 planches noir et blanc avec Florenci Clavé et Fred dans Pilote no 490
  - Les mandarines sans pépins, 2 planches noir et blanc avec Alexis, Guy Vidal et Giancarlo Alessandrini dans Pilote no 529
- 1970 :
  - Ils reviennent, 1 planche noir et blanc avec Alexis dans Pilote no 541
  - Petits pois, 7 nouvelles recettes, 2 planches noir et blanc dans Pilote no 551
  - Une femme à la mer, 1 planche noir et blanc dans Pilote no 579
  - Un jour, j'écrirai, scénario Guy Vidal, 6 planches pour Total journal no 27
- 1971 :
  - Pas de panique, 2 planches noir et blanc dans Pilote no 593
  - Venez découvrir Pilote World, 2 planches noir et blanc dans Pilote no 600
  - Tous dans le bain, 2 planches noir et blanc dans Pilote no 602
  - Les riches heures heures du paysan, 2 planches noir et blanc avec Stanislas dans Pilote no 607
- 1972 :
  - Bons baisers d'Europe, 2 planches noir et blanc dans Pilote no 679 (republiée en 1979 dans Pilote mensuel no 61)
  - La neige est sale, 1 planche noir et blanc dans Pilote no 683
- 1974, Mon Amérique à moi, 8 planches couleurs dans Pilote mensuel no 4
- 1975, Naissance d'une nation, scénario Guy Vidal, 5 planches couleurs dans Pilote mensuel no 18
- 1976 :
  - Desert Story, 5 planches noir et blanc pour Fluide glacial
  - Les baroudeurs de l'espace, 8 planches couleur pour Métal hurlant no 7
- 1978, Pendant ce temps là à Landerneau, 2 planches noir et blanc pour (À suivre) no 5
- 1979 :

- - Les vieilles histoires de tonton Jean-Claude, 3 planches couleurs avec photos pour Tintin spécial western
  - Zoom, scénario Bruno Léandri, 5 planches noir et blanc pour Fluide Glacial no 34
  - Retour à la nature, 8 planches couleurs pour Métal Hurlant
- 1980 :
  - Coup dur à Stalingrad, 2 planches noir et blanc pour Métal Hurlant no 50
  - Les baroudeurs de l'espace, 8 planches couleur pour Métal Hurlant no 57 (réédition)
  - Planche réalisée au musée, 1/2 planche noir et blanc pour BD Bulle no 6
- 1981, La BD témoin de son temps, 1 planche pour BD Bulle no 7
- 1983, Valérian et Laureline, ont marché sur la Lune, 1 planche noir et blanc pour (À Suivre) spécial Hergé
- 1987, Le bien, le mal et le reste, scénario pour le film le plus cher du monde, 2 planches de scénarimage couleurs pour Pilote & Charlie no 22
- 1996, Opération Branche d'olivier, 2 planche couleurs pour Le Courrier de l'Unesco no 12

#### Histoires à suivre
- 1955, Les 13 marches, 16 planches dans Fripounet et Marisette du no 31 au 42
- 1957 :
  - Kass Too et Khan Asson, scénario Guy Hempay, 23 planches dans Fripounet et Marisette du no 23 au 45
  - Mystère à Dixon city, 16 planches dans Fripounet et Marisette du no 30 au 37
- 1967, L'extraordinaire et troublante aventure de M. Auguste Faust, scénario Fred, 28 planches dans Pilote du no 390 au 403

#### SérieValérian et Laureline
- 1967, Valérian contre les mauvais rêves, scénario Linus, 30 planches couleurs dans Pilote no 420 au 434
- 1968, La Cité des eaux mouvantes, scénario Linus, 28 planches couleurs dans Pilote no 455 au 468
- 1969 :
  - Terres en flammes, scénario Linus, 28 planches couleurs dans Pilote no 492 au 505
  - L'Empire des mille planètes, scénario Linus, 47 planches couleurs dans Pilote no 520 au 541
  - Le Grand Collectionneur, scénario Linus, 16 planches couleurs dans Super Pocket Pilote no 3
  - Les Engrenages d’Uxgloa, scénario Linus, 16 planches couleurs dans Super Pocket Pilote no 4
  - Tsirillitis l’astéroïde, scénario Linus, 16 planches couleurs dans Super Pocket Pilote no 5
  - La Planète triste, scénario Linus, 16 planches couleurs dans Super Pocket Pilote no 7
  - Drôles de spécimens, scénario Linus, 16 planches couleurs dans Super Pocket Pilote no 8
- 1970 :
  - Le Pays sans étoile, scénario Linus, 44 planches couleurs dans Pilote no 570 au 592
  - Le Fflumgluff de l’amitié, scénario Linus, 16 planches couleurs dans Super Pocket Pilote no 9
  - Triomphe de la technique, scénario Linus, 16 planches couleurs dans Super Pocket Pilote no 10
- 1971, Bienvenue sur Alflolol, scénario Linus, 46 planches couleurs dans Pilote no 632 au 653
- 1972, Les Oiseaux du Maître, scénario Linus, 46 planches couleurs dans Pilote no 710 au 722
- 1975, L'Ambassadeur des Ombres, scénario Pierre Christin, 46 planches couleurs dans Pilote mensuel no 14 au 17
- 1976, Sur les terres truquées, scénario Pierre Christin, 46 planches couleurs dans Pilote mensuel no 31 au 34
- 1978, Les Héros de l'équinoxe, scénario Pierre Christin, 46 planches couleurs dans Pilote mensuel no 47 au 50
- 1980, Métro Châtelet direction Cassiopée, scénario Pierre Christin, 46 planches couleurs dans Pilote mensuel no 70 au 73
- 1981, Brooklyn station terminus cosmos, scénario Pierre Christin, 46 planches couleurs dans Pilote mensuel no 82 au 85
- 1983, Les Spectres d'Inverloch, scénario Pierre Christin, 46 planches couleurs dans Pilote mensuel no 110 au 117
- 1985, Les Foudres d'Hypsis, scénario Pierre Christin, 46 planches couleurs dans Pilote mensuel no 128 au 135
- 1988, Sur les frontières, scénario de Pierre Christin, 62 planches en noir et blanc dans France-Soir no 13 657 au 13 722
- 1998, L'Orphelin des astres, scénario de Pierre Christin, 50 planches couleurs dans Télé poche
- 2001, Par des temps incertains, scénario Pierre Christin, 55 planches couleurs dans Okapi no 688 au 698
- 2004, Au bord du Grand Rien, scénario Pierre Christin, 46 planches couleurs dans L'Hebdo, le Monde des ados de juin à septembre

### Œuvres éditées

#### SérieValérian et Laureline
Tous ces albums de Pierre Christin et Jean-Claude Mézières sont édités par Dargaud.
- 1970, La Cité des eaux mouvantes - dépôt légal 1970 éditeur no 457
- 1971, L'Empire des mille planètes - dépôt légal 1971 éditeur 457
- 1972, Le Pays sans étoile - dépôt légal 1972 éditeur no 598
- 1972, Bienvenue sur Alflolol - dépôt légal 1972 éditeur no 640
- 1973, Les Oiseaux du Maître - dépôt légal 1973 éditeur no 4478
- 1975, L'Ambassadeur des Ombres -  (ISBN 2-205-00905-2)
- 1977, Sur les terres truquées -  (ISBN 2-205-01127-8)
- 1978, Les Héros de l'équinoxe -  (ISBN 2-205-01236-3)
- 1979, Par les chemins de l'espace -  (ISBN 2-205-04456-7)
- 1980, Métro Châtelet direction Cassiopée -  (ISBN 2-205-01688-1)
- 1981 :
  - Brooklyn station terminus cosmos -  (ISBN 2-205-01871-X)
  - Les Mauvais Rêves -  (ISBN 2-205-04880-5)
- 1983, Mézières et Christin avec… -  (ISBN 2-205-02513-9)
- 1984, Les Spectres d'Inverloch -  (ISBN 2-205-02517-1)
- 1985, Les Foudres d'Hypsis -  (ISBN 2-205-03032-9)
- 1986, Valérian, col. Omnibus no 1 -  (ISBN 2-205-03103-1)
- 1988 :
  - Valérian, col. Omnibus no 2 -  (ISBN 2-205-03692-0)
  - Sur les frontières -  (ISBN 2-205-03542-8)
- 1990, Les Armes vivantes -  (ISBN 2-205-04656-X)
- 1991, Les Habitants du ciel -  (ISBN 2-205-03921-0)
- 1994, Les Cercles du pouvoir -  (ISBN 2-205-04120-7)
- 1996, Otages de l'Ultralum -  (ISBN 2-205-04295-5)
- 1998, L'Orphelin des astres -  (ISBN 2-205-04567-9)
- 2000, Les Habitants du ciel -  (ISBN 2-205-04996-8)
- 2001, Par des temps incertains -  (ISBN 2-205-05186-5)
- 2004, Au bord du Grand Rien -  (ISBN 2-205-05373-6)
- 2007, L'Ordre des Pierres -  (ISBN 978-2-205-05723-2)
- 2010, L'OuvreTemps -  (ISBN 978-2205060263)
- 2013, Souvenirs de futurs -  (ISBN 978-2-205-06846-7)
- 2019, Valérian - L'avenir est avancé - Tome 1 -  (ISBN 978-2-205-07838-1) - Tome 2  (ISBN 978-2-205-08066-7)

#### Autres albums
- 1981 :
  - Mézi avant Mézières, Jean-Claude Mézières, Pepperland - dépôt 1981/2840/1
  - Paris sera toujours Paris (?), Pierre Christin, Jean-Claude Mézières, Dargaud -  (ISBN 2-205-01914-7)
- 1987, Lady Polaris, Pierre Christin, Jean-Claude Mézières, Autrement -  (ISBN 2-86260-203-5)
- 1991, Celui qui achève, Claude Auclair, Jean-Claude Mézières et Jacques Tardi (les dernières planches de l'histoire à titre d'hommage posthume), Casterman
- 1995, Les extras de Mézières, Jean-Claude Mézières, Dargaud -  (ISBN 2-205-04443-5)
- 1998, Les extras no 2 de Mézières, mon cinquième élément, Jean-Claude Mézières, Dargaud -  (ISBN 2-205-04751-5)
- 2002, Adieu Rêve Américain, Pierre Christin, Jean-Claude Mézières, col. Les Correspondances de Pierre Christin, Dargaud -  (ISBN 2-205-04904-6)[81]
- 2008, Lady Polaris, Pierre Christin, Jean-Claude Mézières, Casterman (nouvelle édition) -  (ISBN 978-2-203-00944-8)
- 2013, Les grands espaces de JC Mézières, Pierre Christin, Jean-Claude Mézières, Florian Rubis, Galerie Oblique
- 2021, "L'Art de Mézières", Jean-Claude Mézières, Christophe Quillien, Dargaud

#### Tirages de tête/Tirages de luxe
- 1985, Les spectres d'Inverloch/Les foudres d'Hypsis - 1350 exemplaires numérotés et signés sous emboitage, avec lithographie, Dargaud -  (ISBN 2-205-03150-3)
- 2013, Les grands espaces de JC Mézières - 130 exemplaires numérotés et signés, comprenant le dvd du film L'Histoire de la page 52, Galerie Oblique
- 2015, Valérian et Laureline, Portfolio - 120 exemplaires numérotés et signés, Galerie Oblique
- 2016, Les Couleurs de la page 52 - Portfolio + dvd, 170 exemplaires numérotés et signés, Galerie Oblique / Delastre Films
- 2016, L'Empire des mille planètes - 495 exemplaires numérotés et signés, Editions du Grand Vingtième
- 2016, Les Oiseaux du Maître - 499 exemplaires numérotés et signés, Editions Caurette
- 2017, Métro Châtelet direction Cassiopée - 499 exemplaires numérotés et signés, Editions Caurette
- 2020, Valérian, Histoire d'une création - Portfolio + dvd, 50 exemplaires numérotés et signés, Delastre Films
- 2021, Brooklyn Station Terminus Cosmos - 499 exemplaires numérotés et signés, Editions Caurette

### Autres œuvres

#### Œuvres non publiées
- 1950, Mic et Max, 5 planches noir et blanc
- 1952, Tintin en Californie, 11 planches couleurs (pastiche)
- 1953, La grande poursuite, 16 planches couleurs (envoyée à Hergé)
- 1967, Une bombe, ça fait boum, scénario de Fred, 2 planches noir et blanc
- 1969, Olivier chez les cow-boys, livre de Pierre Christin, photos de Jean-Claude Mézières, illustrations de Jean Giraud, jamais distribué par Dargaud
- 1982 :
  - Heroic fantasy, 2 planches couleur
  - L'Atlas de la planète Xio, pour Temps Futurs
- 1985, illustrations pour un projet de magazine de science-fiction américain

#### Illustrations et dessins de presse
- 1951, plusieurs illustrations pour Le journal des jeunes (Le Figaro) Salon de l'Enfance
- 1955 et 1957, plusieurs illustrations pour Cœurs vaillants
- 1955 à 1958, plusieurs illustrations pour Fripounet et Marisette
- 1961 à 1962, nombreuses illustrations pour Histoire des civilisations, Hachette
- 1965, plusieurs illustrations pour Children's friends (États-Unis)
- 1967 à 1970, plusieurs illustrations pour Total journal
- 1967 à 2008, nombreuses illustrations pour Pilote, Super Pocket Pilote, Pilote mensuel, Pilote & Charlie et Pilote spécial
- 1968, couverture La Cité des eaux mouvantes pour Pilote no 455
- 1969 :
  - couverture Terres en flammes pour Pilote no 492
  - couverture L'empire des mille planètes pour Pilote no 522
- 1970 :
  - couverture Le Pays sans étoile pour Pilote no 570
  - couverture Valérian et Laureline pour Schtroumpf, Les Cahiers de la bande dessinée no 7
  - couverture Valérian pour Nyarlathotep no 3
- 1971 :
  - couverture Bienvenue sur Alflolol pour Pilote no 632
  - caricature de Georges Pompidou dans Pilote no 598
- 1972 :
  - couverture Valérian et Laureline pour Schtroumpf, les cahiers de la bande dessinée réédition no 7
  - plusieurs illustrations pour Séjour en France, livre de Pierre Christin et P. Lefèbvre
- 1974 :
  - couverture pour Pilote mensuel no 1
  - couverture pour Pilote mensuel no 3
  - couverture pour Ran Tan Plan no 30
- 1976 :
  - couverture pour Pilote spécial SF de novembre
  - illustration pour Razar le lâche de Corben, Universal Press
  - autoportrait et plusieurs illustrations pour Best of LPMQNAPPDG-FOLATOFF
  - illustration pour M. Schulz et les Peanuts livre de Guy Vidal, col. Graffiti, Albin Michel
- 1977 :
  - couverture pour le catalogue de Temps Futurs
  - couverture pour Le vagabon de l'espace, livre de R. Heinlein, col. L'Âge des étoiles, Éditions Robert Laffont
  - illustration pour Tresadenn no 9
  - plusieurs illustrations pour « la gazette de Frémion » dans Fluide glacial no 20
- 1978 :
  - couverture et poster pour Futurs no 1
  - couverture et illustrations pour Le futur est en marche arrière, livre de Pierre Christin
  - couverture pour Pas de nouvelles, bonnes nouvelles, nouvelle de Pierre Christin, éditions Encre
  - couverture pour L'île sur l'océan nuit, livre de M. Grimaud, col. L'Âge des étoiles, Éditions Robert Laffont
- 1980 :
  - plusieurs illustrations pour Le Point
  - Cherchez la femme, illustration pour Le Monde
- 1981, autoportrait pour l'expo Dityvon, 59 auteurs de BD, Futuropolis
- 1982, illustration pour Années-lumière, années de guerre, livre de Gerrold, Temps Futur
- 1983, illustration Le retour du Jedi pour Pilote mensuel no 113
- 1985, illustrationLes nouvelles machines à remonter le temps pour Pilote mensuel no 135
- 1986, couverture Omnibus pour Spot BD
- 1987 :

- - Dis monsieur, dessine moi un monstre, illustration pour Casus Belli no 37
  - Lady Polaris, illustration double page pour Télérama no 1943
  - Laureline, BD Strip illustration pour Playboy
- 1988, Les 60 ans de Mickey, illustration pour Le Figaro
- 1989, illustration Bunker Palace Hôtel pour Pilote
- 1992 :
  - Heures locales, plusieurs illustrations pour Le Monde
  - Tintin, illustration pour les 10 ans de la mort d'Hergé pour le magazine Lire
- 1994, illustrations pour Le serpent à plumes no 24
- 1995, Hommage à Pratt, illustration pour Libération
- 1996 :
  - illustration pour Les années Pilote, livre de Patrick Gaumer, Dargaud
  - Roswell, illustration pour France-Soir
- 1997, Pétition contre les lois Debré, illustration pour Libération
- 1998 :
  - plusieurs illustrations pour Le Monde
  - Kasparov contre Deep Blue, quatre illustrations pour Le Nouvel Observateur
- 1999, illustration et photos pour Géo no 242
  - visite guidée du quartier des Gobelins, illustrations pour L'Express
- 2000, Le surfeur galactique, illustration pour Le Nouvel Observateur no HS41

#### Affiches et sérigraphies
- 1983, affiche pour le festival de l'insolite de La Garde-Freinet
- 1984 :
  - Valérian, sérigraphie tirée de Brooklyn station terminus cosmos, édition Atalante
  - Le train, affiche pour la SNCF
- 1985, Les bâtisseurs de rêves, affiche et couverture du programme pour le festival d'Angoulême
- 1987 :
  - Lady Polaris, sérigraphie, édition Escale, 120 ex. non signée
  - Valérian et Laureline, offset, club bédéphile de Colmar, 250 ex. non signé
  - Les bâtisseurs de rêves, sérigraphie reprenant l'affiche du festival d'Angoulême, édition Scopic, 120 ex. non signée
  - Valerian et Laureline, lithographie accompagnant le tirage de tête du diptyque Inverloch/Hypsis, Dargaud, 1350 ex. non signée
  - Les survivants, sérigraphie, éd. Anagraphis, 200 ex. signée
  - Cavalier du soleil, lithographie, éd. T. Borocco, 120 ex. non signée
- 1988 :
  - Sur les frontières, sérigraphie, éd. Escale, 199 ex. non signée
  - affiche pour l'exposition Mézières à L'Escale à Paris
- 1990, affiche et couverture du programme pour le festival Bédéciné d'Illzarch
- 1991 :
  - affiche et couverture du programme pour le festival de la bande dessinée de Chambéry
  - affiche pour les journées de la BD à Chartres
- 1994 :
  - Les cercles de pouvoir, sérigraphie, éd. L'Atelier, 350 ex. non signée
  - Nos rêves sont sans limite pour construire notre avenir, affiche pour le salon de la BD de Lys-lez-Lannois reprise d'un poster pour l'agence Torrent
  - affiche pour le festival du film fantastique de Bruxelles
- 1995 :
  - affiche pour InVasions, le festival de science-fiction et de l'imaginaire de Roanne
  - La trace, offset reprenant la couverture de Sapristi no 18 de 1988, 199 ex. non signé
  - La prisonnière, lithographie reprenant la couverture de PLGPPUR, non signée
  - affiche pour le festival de la bande dessinée à Charleroi
- 1996, invitation pour l'exposition J.-C. Mézières, Valérian et Cie à Clichy-sous-Bois
- 1997 :
  - affiche pour le festival de Laval
  - Les voyageurs du rêve, offset reprenant l'affiche du festival de Laval, éd. LDC, 300 ex. non signé
  - affiche pour le festival de Québec
  - Valérian et Laureline au pays des outardes, sérigraphie reprenant l'affiche du festival de Québec, 75 ex. non signée
- 1998, lithographie reprenant des vignettes de L'Orphelin des astres, éd. on a marché sur ma bulle, Amiens, 200 ex. non signée
- 1999 :
  - Les conquérants des nouveaux mondes, sérigraphie reprenant la carte pour Test & Technologie, 299 ex. non signée
  - Paris sera toujours Paris, sérigraphie, éd. Totem, 120 ex. non signée
  - En attendant le retour du spationaute, reprenant l'affiche pour l'exposition Ils rêve le monde, Images sur l'an 2000
- 2001, affiche pour le salon de la BD de Brassillac
- 2002 :
  - affiche pour le cadre du festival international de science-fiction Utopiales à Nantes
  - sérigraphie reprenant l'affiche du festival international de science-fiction Utopiales de Nantes
- 2004 :
  - Chemin des étoiles, sérigraphie éditée à 100 exemplaires, signée par l'artiste
  - affiche pour le salon de la BD de Sérignan
- 2004, « Valérian et Laureline » Sérigraphie 100 ex numérotés signés, Atelier Alain Buyse.
- 2005 :
  - affiche pour le festival La bulle-Escoublac à La Baule reprenant la couverture de Spot BD
  - affiche pour la fête de la BD du Pays de Montbéliard à Audincourt
- 2007, affiche pour le salon BD d'Auvers-sur-Oise
- 2008, affiche pour le salon de printemps d'Ozoir-la-Ferrière
- 2009, affiche pour le salon BD d'Arheim (Pays-Bas) reprenant l'affiche d'Audincourt

#### Collectors
- 1984, portofolio Le dernier train supplémentaire, édition A. Beaulet, 370 ex. non signé
- 1986, Célébration de la visite de l'impératrice Akaniah, sérigraphie/puzzle de 24 pièces, édition A. Beaulet, 490 ex. non signé
- 1994 :
  - ex-libris Les Cercles du pouvoir :
  - pour le club bédéphile de Colmar ALBD 12 non signé (tirage inconnu) ;
  - pour Durango à 250 ex. non signé ;
  - pour Espace BD à 300 ex. signé ;
  - pour Fantasmagories à 250 ex. non signé ;
  - pour Forbiden World à 110 ex. non signé.
  - pour la galerie J.A. Schoofs à 45 ex. non signé ;
- 1994, timbre Les Cercles du pouvoir pour Nation à 200 ex. signé.
- 1996 :
  - ex-libris Otages de l'Ultralum :
  - pour Alpha BD à 100 ex. non signé ;
  - pour Bulle en Stock à 230 ex. non signé ;
  - pour Dargaud non signé (tirage inconnu) ;
  - pour Durango à 250 ex. non signé ;
  - pour Espace BD à 300 ex. non signé ;
  - pour Fantasmagories à 250 ex. non signé ;
  - pour Nation à 100 ex. signé des 3 auteurs (avec mise en couleurs originale).
- 1998 :
  - ex-libris L'Orphelin des astres :
  - pour Espace BD à 300 ex. non signé ;
  - pour Fantasmagories à 300 ex. non signé ;
  - pour Raspoutine 2 modèles à 50 ex. chaque non signé ;
  - pour Super Héros signé (tirage inconnu).
- 2000, ex-libris Les Habitants du ciel 2 pour Espace BD signé non numéroté (tirage inconnu).
- 2005, estampe "Festival d'Audincourt" à 70 ex. signé ;
- 2007, ex-libris L'Ordre des pierres pour Nation/BDnet à 250 ex. signé ;
- 2010, ex-libris L'OuvreTemps pour Nation/BDnet à 250 ex. signé ;
- 2013, puzzle Les grands espaces de JC Mézières, à 150 ex numérotés et signés ;
- 2013, dvd du film L'Histoire de la page 52, à 1000 ex. non numérotés avec ex-libris ;
- 2013, dvd du film L'Histoire de la page 52, à 50 ex. numérotés et signés avec ex-libris signé ;
- 2014, ex-libris L'Histoire de la page 52, à 120 ex. numérotés et signés ;
- 2017, sérigraphie Valérian et Laureline pour Expérience sérigraphie à 150 ex. signés ;
- 2018, estampe pigmentaire "Laureline dans Playboy", à 80 ex. signé ;
- 2020, dvd du film "Valérian, histoire d'une création", à 250 ex. avec ex-libris signé ;
- 2020, portfolio "Valérian, histoire d'une création", à 50 ex. avec 12 tirés à parts et un justificatif signé ;
- 2020, portfolio "Valérian, histoire d'une création", à 24 ex. hors commerce avec 13 tirés à parts tous signés et un justificatif signé (édition spéciale équipe) ;
- 2021, estampe pigmentaire "Sortie dans l'espace", à 10 ex. signé ;
- 2021, estampe pigmentaire "La Cité des Eaux mouvantes", à 10 ex. signé ;
- 2021, estampe pigmentaire "Point Central", à 39 ex. signé ;
- 2021, estampe pigmentaire "Le bain de Laureline", à 50 ex. signé ;
- 2021, estampe pigmentaire "Valérian dans le vaisseau", à 45 ex. signé ;
- 2021, ex-libris pour l'exposition "L'Art de Mézières", à 75 ex. signé ;
- 2021, estampe pigmentaire "Valérian, histoire d'une création", à 12 ex. signé.

#### Publicités et documents institutionnels
- 1972, l'album L'Empire des mille planètes édité broché pour la société Elf
- 1974, 3 illustrations pour des boîtes d'allumettes pour la SIETA
- 1976, illustrations pour des brochures pour Air France
- 1983 :
  - illustrations pour la plaquette du rapport social de la société Alsthom Atlantique
  - affiche pour la régie publicitaire France-Rail
- 1985 :

- - affiche pour les albums du diptyque Inverloch/Hypsis reprenant la couverture de Pilote mensuel no 110 pour Dargaud
  - illustrations pour le catalogue de la librairie Palissade
- 1986 :
  - diplôme de formation de Pilote pour l'action commerciale pour la Caisse Nationele de Prévoyance Pour la Vie
  - Graine de pro, illustration pour un portofolio pour la Caisse d'Épargne l'Écureuil
- 1987 :
  - illustration pour le calendrier La passion des mots du dictionnaire Le Robert
  - affichette et illustrations pour une brochure pour le salon Lyon Eurexpo Ipharmex
  - affichette pour les aspirateurs Tornado
  - illustration pour un portofolio Dargaud pour le salon du livre de Paris, 999 ex.
- 1988 :
  - Les grands prix d'Angoulême, un des 12 timbres-poste pour La Poste
  - illustrations pour une campagne de publicité Dargaud-box pour les ventes par correspondance de Dargaud (la campagne n'a pas vu le jour)
  - illustration pour la couverture d'Animonde, un jeu de rôle, pour les éditions Croc
- 1989 :
  - 4 affichettes pour le PMU
  - pochette du disque Story Teller et affiche pour P. Saisse
- 1990, Gardien de l'espace, histoire dessinée en 2 planches reprenant le personnage du timbre des grands prix d'Angoulême pour la revue Message no 396 de La Poste
- 1991, Nos rêves sont sans limites pour construire votre avenir, affiche pour l'Agence Torrent
- 1992 :
  - Captain métal, illustrations pour une brochure pour AFORP - Association de formation pour les adultes - à la demande du GIM - Groupement des industries métallurgiques
  - Les éléphants, cartes postales pour le chocolat Côte d'Or
- 1993 :
  - Lumières du cinéma, diplôme d'honneur pour les techniciens du cinéma pour Kodak
  - La vengeance du capitaine, BD publicitaire en 3planches pour la GMF - Groupement des Mutuelles de France
- 1994 :
  - Les aventures de Gluglu, techno-spécialiste, une planche dessinée pour le magazine mensuel des abonnés à Canal +
  - histoire dessinée pour une brochure publicitaire pour la Banque Directe
  - affichette pour la campagne pour le pain du collectif Épi
- 1995 :
  - enveloppe prêt-à-poster reprenant le timbre des grands prix d'Angoulême pour La Poste
  - Shingouz, carte à gratter Tribolo pour la Loterie Suisse
  - étiquette pour le vin Johannisberg de Joseph Vocat et fils
- 1996 :
  - Les Habitants du ciel, PLV et dossier de presse pour l'album Otages de l'Ultralum pour Dargaud
  - Valérian agent spatio-temporel, reprise de trois histoires courtes pour la société Sony
- 1997 :
  - Laureline, carte à gratter Tribolo pour la Loterie Suisse
  - carte de vœux pour l'agence Thierry Taittinger Conseil
- 1998 :
  - carton d'invitation pour la société Siemens
  - carte postale promotionnelle pour l'album L'Orphelin des astres pour le magazine Télé-Poche
- 1999, carte de vœux pour le groupe de presse Tests et Technologies (réalisée avec Moebius
- 2000 :
  - une première série de 4 timbres poste sur les Terres australes pour La Poste
  - La banque dont vous êtes le héros, affiche et carte postale pour une campagne publicitaire de la Caisse d'Épargne l'Écureuil
- 2001 :
  - une deuxième série de 4 timbres poste sur les Terres australes pour La Poste
  - couverture pour la revue des télécommunications de la société Alcatel